# Roque Ceruti
Roque Ceruti (* um 1683 in Mailand; † 6. Dezember 1760 in Lima) war ein aus Italien stammender peruanischer Komponist.

## Leben
Roque Ceruti wurde um 1683 in Mailand geboren und erhielt dort seine musikalische Ausbildung. 1707 kam er nach Peru und wurde im Folgejahr Hofkapellmeister am Hof des Vizekönigs von Peru, Manuel de Oms y Santa Pau. 1708 komponierte er gemeinsam mit Tomás de Torrejón y Velasco die musikalische Komödie El mejor escudo de Perseo nach einem Libretto des Vizekönigs. Nach dessen Tod wurde er in den Dienst des Nachfolgers Carmine Nicolás Caraccioli übernommen.
Als Caraccioli 1717 nach Italien reiste, verlor Ceruti seine Stelle und ging 1721 als Kapellmeister der Kathedrale nach Trujillo, wo er sich als Komponist geistlicher Musik betätigte und besonders um den Aufbau des Kinderchores verdient machte. Nach dem Tod Torrejón y Velascos wurde er 1728 dessen Nachfolger als Kapellmeister an der Kathedrale in Lima. Wegen seiner sich verschlechternden Gesundheit übernahm hier 1742 sein Schüler José de Orejón y Aparicio die Organistenstelle. 1743 verlieh ihm der Vizekönig den Titel eines músico extraordinario. Zu den Kompositionen Cerutis zählen zahlreiche Villancico für den kirchlichen Gebrauch.

## Werke
- A cantar un Billanzico cierto Sacristán
- A del mar villancico
- Adonde remontada
- Afuera de lo prados, de los montes ...
- Aire zagales que estrellado ...
- Al arma guerra suenan
- Al campo sale María
- Al mar al centro
- Al niño Dios ha nacido feliz
- Al primer instante
- Bajen los sacros celestes querubines
- Beatus Vir
- De aquel inmenso mar
- De plumas la capilla
- Del cielo los nueve
- Despertad pajarillos
- Dixit Dominus Domino meo
- Dos naves al cielo giran
- Dulces gilgueros
- En la rama frondosa de un verde
- Escuchen dos sacristanes que disputan
- Hoy la tierra produce una rosa
- Kyrie eleison
- La fama en sus clarines ...
- Laudate Dominum
- Laudate pueri salmo
- Laudate pueri Dominum
- Lleguen las luces
- Magnificat anima mea
- Misa de Lima
- Naced antorcha brillante
- O qué choque
- Oy que el corazón divino
- Oy que Francisco reluce ...
- Qué lindos pasos
- Qué pluma
- Quién no se muere de amor
- Quién será el que oculta
- Según veo el aparato
- Vengan, lleguen, los astros a este sacro...
- Venid pasajeros a embarcar
- Viva aurora bella